# Takis Zenetos
Panagiotis „Takis“ Zenetos (griechisch Παναγιώτης «Τάκης» Ζενέτος; * 1926 in Athen; † 28. Juni 1977 ebenda) war ein griechischer Architekt der Moderne.

## Leben
Zenetos studierte an der École nationale supérieure des beaux-arts de Paris und schloss sein Studium 1954 ab. 1977 nahm er sich in Athen das Leben.
Von seinen realisierten Gebäuden gelten die Villen in Kavouri und Glyfada (beide abgerissen) als seine bedeutendsten Werke. Bemerkenswert waren an diesem Bau besonders die weit auskragenden Terrassen. Zenetos' bekanntestes Gebäude ist die Brauerei Fix. Insgesamt realisierte Zenetos über 120 Bauten.
Constantopoulos schreibt über Zenetos: „Zenetos was always concernd about the problem how to break the cube-box in ways that are functional and not merely formalist.“

## Bauten (Auswahl)
- 1957: Brauerei Fix, Athen[2] (teilweise abgerissen)
- 1957: Einfamilienhaus in der Zervou 9, Psychiko, Athen[2]
- 1958: Apartmenthaus in der Kallisperi Koukaki, Athen[2]
- 1959: Kunststofffabrik Apco, Athen[3] (völlig umgebaut)
- 1959: Haus Siemens Kifissia, Athen[2] (abgerissen)
- 1959–60 (mit Margaritis Apostolidis): Apartmenthaus in der Amalias, Athen[2][4]
- 1959–60: Apartmenthaus in der Irodou Attikou Pangrati, Athen[2]
- 1961: Villa in Kavouri (abgerissen)
- 1961: Einfamilienhaus in Glyfada[2] (abgerissen)
- 1965: Freilichtbühne auf dem Lykabettus
- 1969: Bürogebäude in Solonos, Athen[2]
- 1969: „Die runde Schule“ in Agios Dimitrios, Athen (2000 restauriert)
- 1970: Apartmenthaus in der Narkissou, Athen[2]
- 1970 (mit M. Ch Apostolidis): Waschmittelfabrik, Athen[5]
- 1971: Bürogebäude in der 3is Septemvriou 10, Athen[2]
- 1972: Bürogebäude in der Proodou Aigaleo, Athen[2] (abgerissen)

## Projekte (Auswahl)
- Electronic Urbanism
- Restaurant Medrano